# Nicolas Mahut
Nicolas Pierre Armand Mahut (n. 21 ianuarie 1982) este un jucător francez de tenis, fost numărul 1 mondial la dublu.
Este de cinci ori campion de Grand Slam la dublu, obținut Career Grand Slam, câștigând toate cele 4 majore: US Open 2015, Wimbledon 2016, French Open 2018 și Australian Open 2019, în parteneriat cu Pierre-Hugues Herbert. Perechea a câștigat, de asemenea, French Open 2021 și au fost finaliști la Australian Open 2015. Mahut a ajuns în alte finale la Openul Francez din 2013 și la Campionatele de la Wimbledon 2019, cu Michaël Llodra și Édouard Roger-Vasselin. El a devenit numărul 1 mondial la dublu la 6 iunie 2016, ocupând clasamentul de top pentru un total de 39 de săptămâni și a câștigat 31 de titluri de dublu la ATP Tour, inclusiv finala ATP 2019 și șapte la nivelul Masters 1000.
La simplu, cea mai înaltă poziție în clasament a fost numărul 37 mondial în mai 2014 și a câștigat patru titluri la nivel de turneu. Toate acestea au fost pe terenuri cu iarbă, unde, printre jucătorii activi doar Roger Federer (19), Andy Murray (8) și Novak Djokovic (5) au câștigat mai multe titluri. Cel mai bun rezultat al său de Grand Slam la simplu a fost la Campionatele de la Wimbledon din 2016, unde a ajuns în runda a patra. La Campionatele din 2010, Mahut a făcut parte din cel mai lung meci din istoria tenisului profesionist, împotriva lui John Isner în prima rundă. Isner l-a învins cu 70–68 în al cincilea set după peste 11 ore de joc.